# Deveroe
Deveroe, auch Deveroe Aurel Langston (* 1987 in Frankfurt am Main), ist ein US-amerikanisch-deutscher Motion-Designer, Animator und Regisseur. Er arbeitet in Berlin.

## Karriere
Deveroe studierte Visuelle Kommunikation bei Mariola Brillowska an der Hochschule für Gestaltung Offenbach und Experimentellen Film an der Tongji University Shanghai.
2012 lernte er Haftbefehl kennen und drehte in den Folgejahren Musikvideos für diesen sowie u. a. Bausa, Ufo361, Nimo, Hanybal, Celo & Abdi, Alexis Troy und Gianni Suave. Auf Einladung von Markus Weicker und Michael Weicker visualisierte er 2017 das Musikvideo zu „Data Love“ von RIN.
Deveroe war verantwortlich für die Animation und visuellen Effekte in den Musikvideos zu Was du Liebe nennst von Bausa, "Vanilla Sky" von Hanybal und "Dior 2001" von Rin, die mit 166 Mio., 43 Mio. und 34 Mio. Aufrufen (Stand: 10/2022) die bisher erfolgreichsten Clips der genannten Künstler auf YouTube sind.
Seit 2017 ist Deveroe auch in der Werbebranche tätig und arbeitete unter anderem für Gucci, Nike, McDonald’s, Deichmann, Samsung und LFDY.
2022 war er verantwortender Creative Director für die erste Staffel der satirischen Webserie Super Fails von Arte.

## Auszeichnungen
- 2016: Gold Auszeichnung für Hanybal - "Vanilla Sky" (feat. Nimo)
- 2021: Platin Auszeichnung für Rin - "Dior 2001"

## Filmografie (Auswahl)
- 2009: Scheppertones
- 2011: Wunderland
- 2014: Verflucht saure Trauben, fürwahr